# Opolski Park Naukowo-Technologiczny
Opolski Park Naukowo-Technologiczny – spółka w Opolu utworzona przez Politechnikę Opolską (100% udziałów).

## Cele parku naukowo-technologicznego
- wykorzystanie potencjału województwa opolskiego takich jak: kapitał ludzki, przemysł chemiczny (ok. 70 przedsiębiorstw), wysoka kultura rolna w celu wdrożenia rozwiązań innowacyjnych dla rozwoju regionu,
- wykorzystywanie wiedzy naukowej w praktyce gospodarczej,
- ułatwienie kontaktów między naukowcami a przedsiębiorcami,
- wdrażanie Regionalnej Strategii Innowacji Województwa Opolskiego na lata 2004–2013.